# 福井県道197号文室池泉線
福井県道197号文室池泉線（ふくいけんどう197ごう ふみむろいけいずみせん）は、福井県越前市を通る一般県道である。

## 概要
越前市の南に位置する文室町の集落と福井県道201号菅生武生線を結ぶ。

### 路線データ
- 起点：福井県越前市文室町
- 終点：福井県越前市池泉町

## 道路状況
起点附近以外は広めの片側一車線の確保されている。起点から最初の民家が見えるまで悪路であり、場所によっては舗装すらされていない。しかしこの先に集落は無く岩谷山が聳える。

## 地理

### 交差する道路
- 福井県道201号菅生武生線（終点）

### 沿線
- 越前の里